# Câble électrodynamique
Un câble électrodynamique est un long câble conducteur électrique fixé à un engin spatial captif, fonctionnant selon les principes de l'électromagnétisme. Un câble électrodynamique peut être utilisé pour remplir deux types de fonctions :
- générateur électrique, dont la fonction est de convertir l'énergie cinétique de l'engin spatial en énergie électrique,
- moteur électrique, dont la fonction est de convertir de l'énergie électrique fournie par l'engin spatial en énergie cinétique.

## Principe

Illustration d'un concept de câble électrodynamique

Les éléments ci-dessous sont tirés du Tethers in Space Handbook de la NASA.

### Force électromotrice
On considère un engin spatial en orbite autour d'un objet céleste doté d'un champ magnétique (typiquement celui de la Terre, mais cela s'applique pour tout autre objet céleste présentant cette caractéristique). L'engin spatial est doté d'un câble conducteur, stabilisé par gradient de gravité. Le mouvement du câble conducteur électrique au travers du champ magnétique de l'objet céleste génère une force électromotrice, laquelle peut être calculée de la manière suivante :
{\displaystyle V_{\mathrm {emf} }=\int _{0}^{L}\left({\vec {v}}_{\mathrm {orb} }\wedge {\vec {B}}\right)d{\vec {L}}}
Où :
{\displaystyle V_{\mathrm {emf} }} est la force électromotrice ;
{\displaystyle {\vec {v}}_{\mathrm {orb} }} est la vitesse du câble par rapport au champ électromagnétique de l'objet céleste considéré ;
{\displaystyle {\vec {B}}} est l'induction magnétique du champ électromagnétique de l'objet céleste considéré ;
{\displaystyle d{\vec {L}}} est un élément infinitésimal de longueur du câble de longueur {\displaystyle L}, orienté dans le sens positif du courant.
Dans le cas où le câble est rectiligne et perpendiculaire au champ magnétique sur la totalité de sa longueur, l'équation se simplifie de la manière suivante :
{\displaystyle V_{\mathrm {emf} }=\left({\vec {v}}_{\mathrm {orb} }\wedge {\vec {B}}\right)d{\vec {L}}}
...et alors on peut écrire :
{\displaystyle V_{\mathrm {emf} }=L\times v_{\mathrm {orb} }\times B\times \sin \theta }
Où :
{\displaystyle \theta } est l'angle entre {\displaystyle {\vec {v}}_{\mathrm {orb} }} et {\displaystyle {\vec {B}}}.

### Force électromagnétique (lorsque le courant circule)
Lorsque le courant électrique circule dans le câble, une force est produite dans ce même câble, et peut s'écrire de la façon suivante :
{\displaystyle {\vec {F}}=\int _{0}^{L}I(L)\,d{\vec {L}}\times {\vec {B}}.}
Où :
{\displaystyle I} est l'intensité électrique.
De même que précédemment, dans le cas où le câble est rectiligne et perpendiculaire au champ magnétique sur la totalité de sa longueur, l'équation se simplifie de la manière suivante :
{\displaystyle {\vec {F}}=I\times {\vec {L}}\times {\vec {B}}.}
...soit :
{\displaystyle F=I\times L\times B\times \sin \theta }
Où :
{\displaystyle \theta } est l'angle entre {\displaystyle {\vec {L}}} et {\displaystyle {\vec {B}}}.
Lorsque le champ magnétique et le vecteur vitesse sont parallèles, et qu'ils tournent dans le même sens, cette force agit de façon à réduire la vitesse relative du câble et du champ magnétique ; il se présente alors deux cas : 
- lorsque la vitesse du câble (vitesse orbitale) est supérieure à la vitesse de rotation du champ magnétique (en-dessous de l'orbite géostationnaire pour la Terre) cette force conduit à freiner le câble ; cela se traduit alors par une perte d'altitude. À l'inverse, dès lors que de l'électricité est injectée dans le câble par un générateur électrique contre la force électromotrice induite, la direction de la force est inversée et conduit à un gain d'altitude.
- inversement, lorsque la vitesse du câble est inférieure à la vitesse de rotation du champ magnétique (au-dessus de l'orbite géostationnaire pour la Terre) cette force conduit à accélérer le câble ; cela se traduit alors par un gain d'altitude. À l'inverse, dès lors que de l'électricité est injectée dans le câble par un générateur électrique contre la force électromotrice induite, la direction de la force est inversée et conduit à une perte d'altitude.

Un même câble peut donc en principe constituer un dispositif de propulsion réversible.

## Expérimentations

### Small Expendable Deployer Systems (SEDS)

#### Plasma Motor Generator (PMG)
Le Plasma Motor Generator (PMG) avait pour objectif de déployer un câble à l'aide d'un système SEDS afin de démonter la capacité de manœuvre orbitale d'un câble électrodynamique aussi bien pour abaisser que pour élever l'orbite,.
Le câble mesurait 500 m et était constitué de cuivre de diamètre AWG 18 isolé et dont la résistance électrique était de 10 ohms. La mission a été lancée le 26 juin 1993, en tant que charge utile secondaire d'une fusée Delta II ; son orbite était une ellipse de 922 × 207 km avec une inclinaison de 25,7°. L'expérience dura environ sept heures et permit de démontrer que le courant électrique était totalement réversible et donc capable de baisser l'orbite en générant de l'énergie électrique, ou d'élever l'orbite lorsqu'il est alimenté.
La force électromotrice la plus importante mesurée fut de 100 V et le courant électrique le plus important de 0,3 A ; une différence importante, d'un facteur 10 environ, fut constatée entre la portion de l'orbite exposée au jour et celle exposée à la nuit.